# 磁县崔府君庙
磁县崔府君庙，位于中国河北省邯郸市磁州镇府君庙街，为邯郸市磁县的一个省级文物保护单位，类型为古建筑，公布时间为2001年2月7日。
磁县崔府君庙的历史年代为明、清。